# Вулиця Зоряна (Луцьк)
Вулиця Зоряна — вулиця в житловому районі Вокзальний міста Луцька. Розташована північніше, паралельно вулиці Гулака-Артемовського. Колишня назва Арцеулова. Перейменована розпорядженням міського голови з питань основної діяльності від 18.04.2024 № 244.